# 黎德達
黎德達（1928年—1972年4月24日），原越南共和國軍高級軍官，出身裝甲騎兵軍種，上校軍銜。他出身越南國政府在法國軍隊幫助下，開設在越南西原南部的聯軍軍事學校。離開學校後，他被選入裝甲騎兵兵種。他在這個部隊中服役了一段時間，後來轉到了步兵部隊。1972年，擔任第22步兵師師長時在崑嵩得蘇陣亡。死後追升爲准將軍銜。

## 生平
黎德達1928年出生於越南北部河東（今屬河內市）的一個商人家庭中。1947年，他在河內畢業於法國高中，獲得了半份秀才文憑。在參軍前的一段時間他被聘爲了公務員。

### 越南共和國軍
1951年6月，黎德達響應越南國政府的動員令，入伍參加越南國軍，兵籍號碼：48/300.374。參加了1951年7月1日開學的大叻聯軍軍事學校第五期“黃耀”班後，於1952年4月24日以現役少尉的軍銜畢業。離開學校后，他被選入了裝甲部隊，並繼續在頭頓的法國遠東裝甲訓練中心學習兵種的基礎課程。1952年9月，學滿回到部隊後，他被任命為駐紮在太平的第五偵察連下屬單位的排長。1953年底，晉升爲中尉，擔任第五偵察連連長。
1954年1月初，黎德達被調到在河東新成立的第三偵察團指揮部擔任行動科科長。同年11月，他被提升爲上尉，並被派往法國索米爾裝甲騎兵學校學習高級裝甲課程，1955年8月滿期。